# تكون الإعصار
إن تكون الإعصار إو تشكل الإعصار أو تولد الإعصار هو تطور أو اشتداد الدوران الإعصاري في الغلاف الجوي (منطقة الضغط المنخفض). إن تكون الأعاصير هو مصطلح شامل لثلاث عمليات مختلفة على الأقل، وكلها تؤدي إلى تطور نوع ما من الأعاصير، وبأي حجم من المقياس المجهري إلى المقياس الإجمالي.
- تتشكل الأعاصير المدارية بسبب الحرارة الكامنة التي يدفعها نشاط العواصف الرعدية الكبير، مما يؤدي إلى تطور لب دافئ.

- تتشكل الأعاصير خارج المدارية على شكل موجات على طول الجبهات الهوائية قبل أن تتشكل في وقت لاحق من دورة حياتها على شكل أعاصير ذات لب بارد.

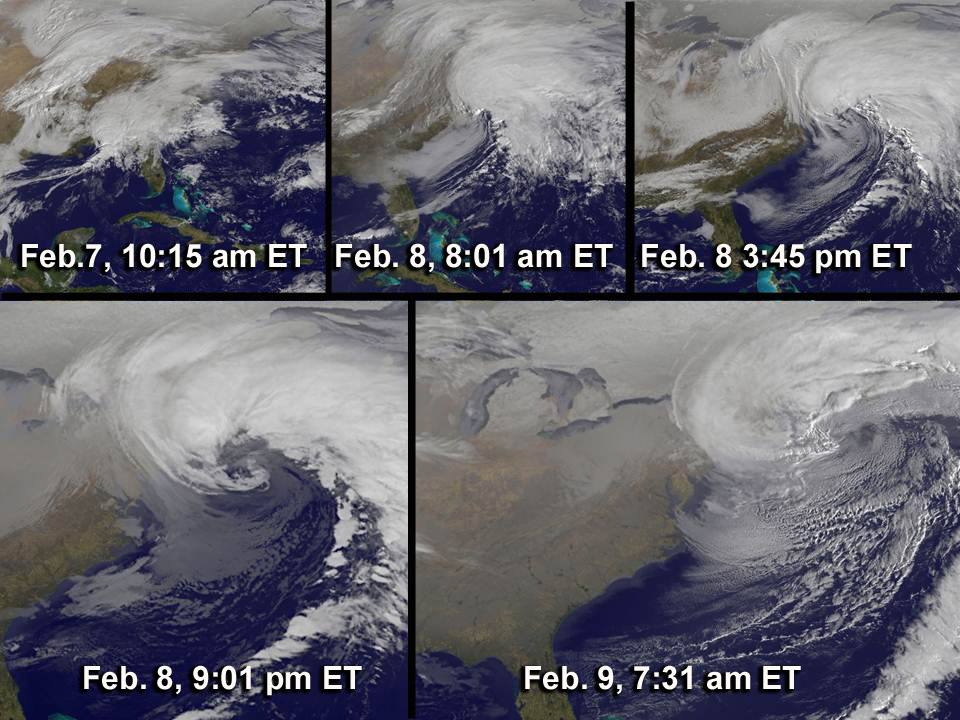
يُظهر هذا الكولاج من صور الأقمار الصناعية GOES 13 تطور عاصفة شمالية شرقية على مدار يومين.

- تتشكل الأعاصير متوسطة الشمول على شكل أعاصير ذات لب دافئ فوق الأرض، ويمكن أن تؤدي إلى تشكل الاعصار القمعي. يمكن أن تتكون الشاهقة المائية أيضًا من الأعاصير متوسطة الشمول، ولكنها تتطور غالبًا من بيئات ذات عدم استقرار عالٍ وقص رياح عمودي منخفض.

تُعرف العملية التي يتعرض فيها الإعصار خارج المداري لانخفاض سريع في الضغط الجوي (24 مليبار أو أكثر) في فترة 24 ساعة باسم التكون الحلقي المتفجر(تكون إعصاري متفجر)، وعادة ما يكون موجودًا أثناء تكون النوريستر.وبالمثل، يمكن أن يخضع الإعصار المداري لاشتداد سريع.

## المقاييس الجوية
هناك أربعة مقاييس رئيسية، أو أحجام للأنظمة، يتم التعامل معها في علم الأرصاد الجوية: المقياس العياني، والمقياس الإجمالي، والمقياس المتوسط الشمول، والمقياس المجهري. يتعامل المقياس العياني مع الأنظمة ذات الحجم العالمي، مثل تذبذب مادن-جوليان. تغطي الأنظمة الإجمالية جزءًا من القارة، مثل الأعاصير خارج المدارية، بأبعاد تتراوح بين 1000 و2500 كيلومتر (620-1550 ميلًا) عبر. المقياس المتوسط الشمول هو المقياس الأصغر التالي، وغالبًا ما ينقسم إلى نطاقين: تتراوح ظواهر ألفا المتوسطة من 200 إلى 2000 كيلومتر (120-1240 ميلًا) عبر (حيز الإعصار المداري)، بينما تتراوح ظواهر بيتا المتوسطة من 20 إلى 200 كيلومتر (12-124 ميلًا) عبر (مقياس الإعصار المتوسط الشمول). المقياس المجهري هو أصغر المقاييس الجوية، بحجم أقل من كيلومترين (1.2 ميل) (مقياس الأعاصير والشواهق المائية).هذه الأبعاد الأفقية ليست تقسيمات جامدة ولكنها تعكس بدلاً من ذلك أحجامًا نموذجية للظواهر التي لها خصائص ديناميكية معينة. على سبيل المثال، لا ينتقل النظام بالضرورة من مقياس ألفا المتوسط إلى مقياس إجمالي عندما ينمو امتداده الأفقي من 2000 إلى 2001 كيلومتر (1242.7 إلى 1243.4 ميل).

## الأعاصير خارج المدارية

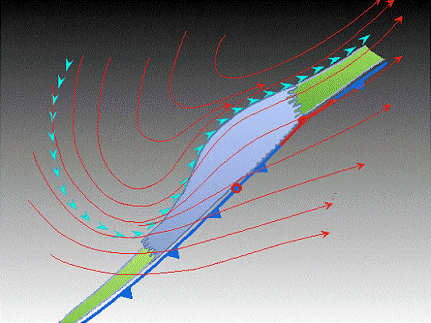
تتشكل الموجة الأمامية الأولية (أو منطقة الضغط المنخفض) في موقع النقطة الحمراء في الصورة. وعادة ما تكون عمودية (بزاوية قائمة) على تكوين السحابة الشبيهة بالأوراق (الورقة الباروكلينية) التي تظهر على القمر الصناعي خلال المرحلة المبكرة من تكون الأعاصير. ويظهر موقع محور التيار النفاث العلوي باللون الأزرق الفاتح.

### نموذج الإعصار النرويجي

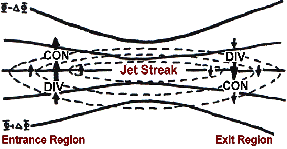
تيارات نفاثة على مستوى أعلى. مناطق DIV هي مناطق تباعد في الأعلى، مما يؤدي إلى تقارب السطح ويساعد في تكون الأعاصير.

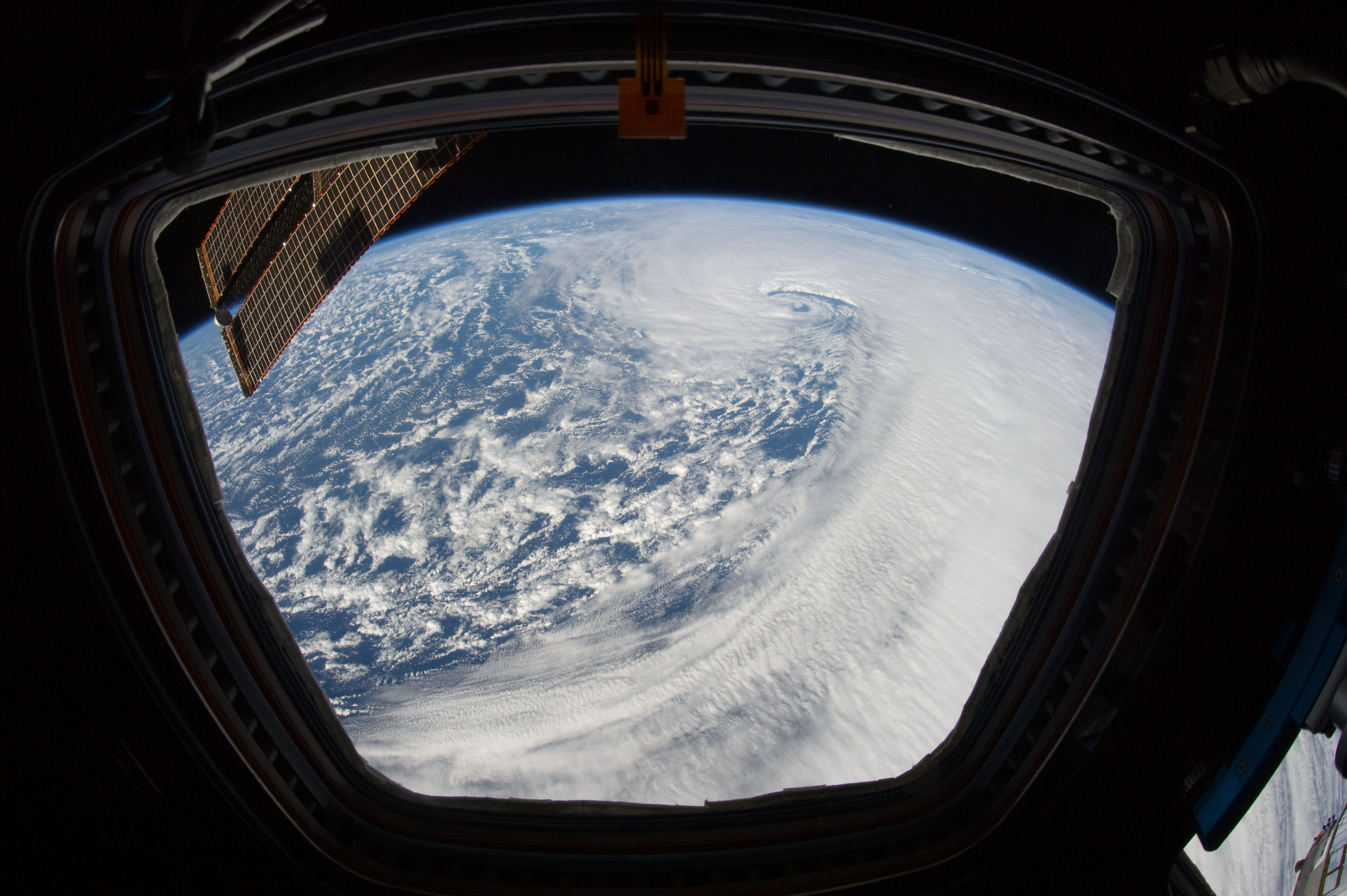
تُظهر هذه الصورة نمطًا سحابيًا كثيفًا وشريطًا مقوسًا من الحمل الحراري، مما يشير إلى إعصار شاب في طور النمو.
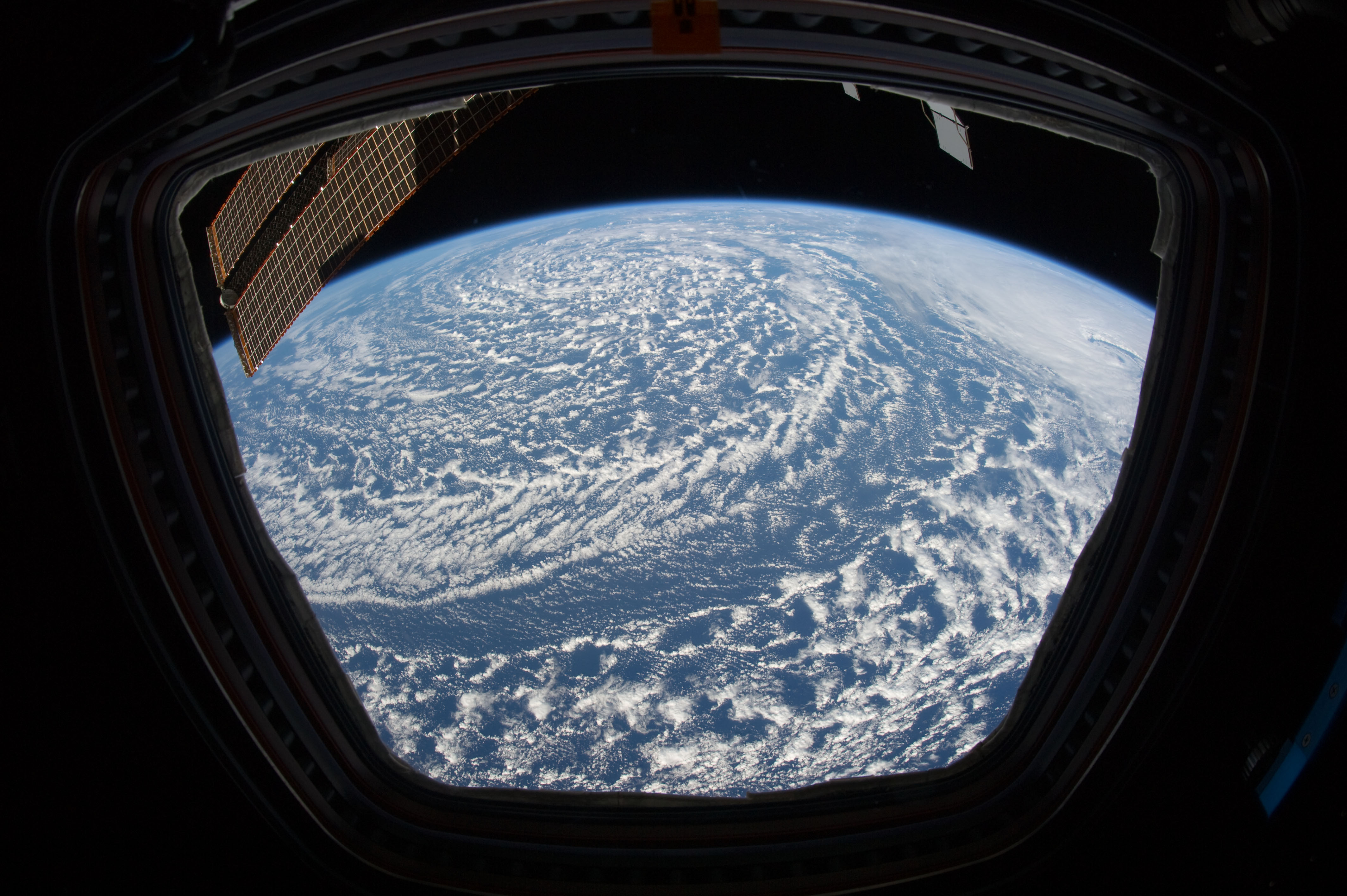
يشير نمط السحب المنتشر في هذه الصورة إلى نظام قديم منخفض الضغط يخضع للتحلل الإعصاري.
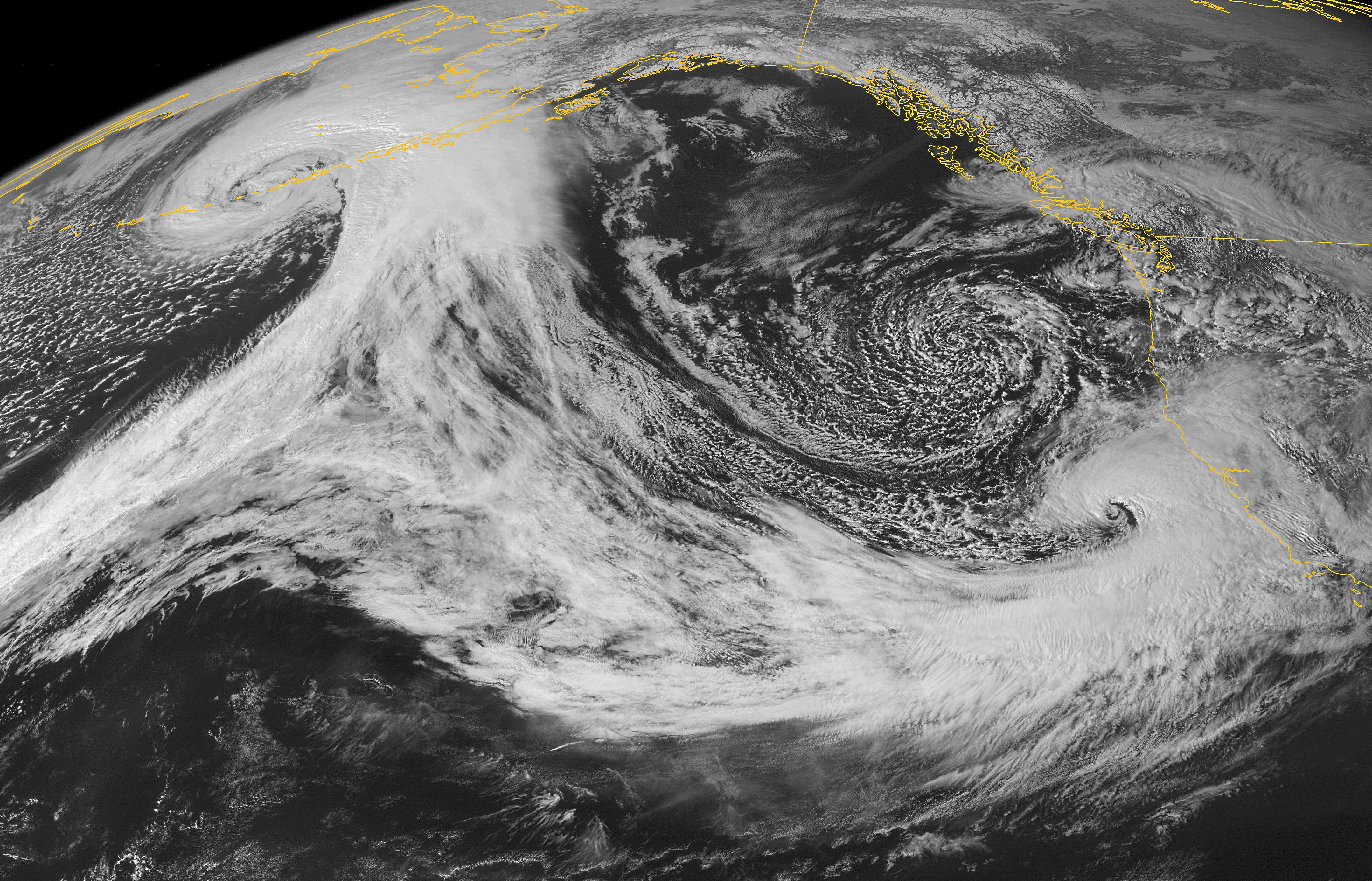
توضح هذه الصورة المواضع النسبية لنظامين من العواصف فوق شمال شرق المحيط الهادئ.

## الأعاصير المتوسطة

القص الريحي العمودي (باللون الأحمر) يجعل الهواء يدور (باللون الأخضر).
يوجه التيار الصاعد (الأزرق) الهواء الدوار إلى الوضع المستقيم.
ثم يبدأ التيار الصاعد بالدوران.

## الأعاصير القمعية

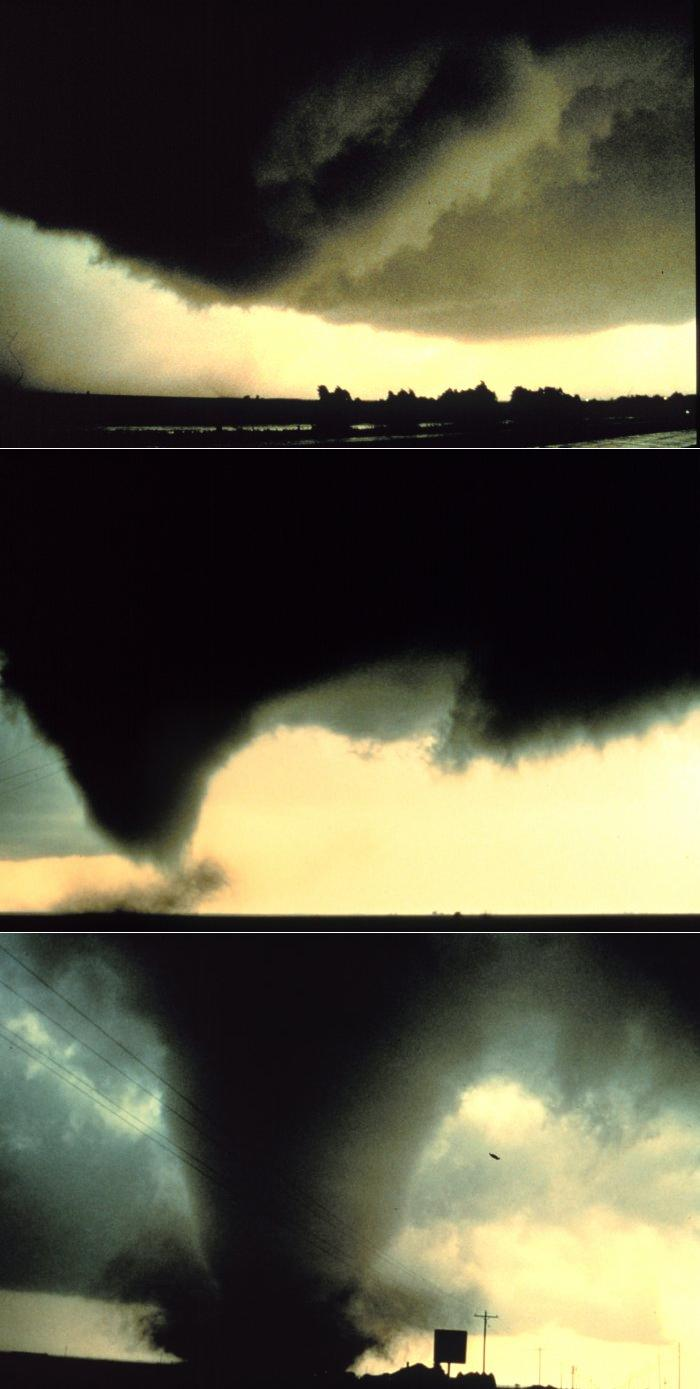
سلسلة من الصور تُظهر ولادة إعصار قمعي خارق. أولاً، تنخفض قاعدة السحابة الخالية من المطر كسحابة جدار دوارة (rotating wall cloud). يتركز هذا الانخفاض في سحابة قمعية، تستمر في النزول في نفس الوقت الذي تُبنى فيه الدورة بالقرب من السطح، مما يثير الغبار والحطام الآخر. أخيرًا، يمتد القمع المرئي إلى الأرض، ويبدأ الإعصار القمعي المُتشكل في التسبب في أضرار جسيمة.

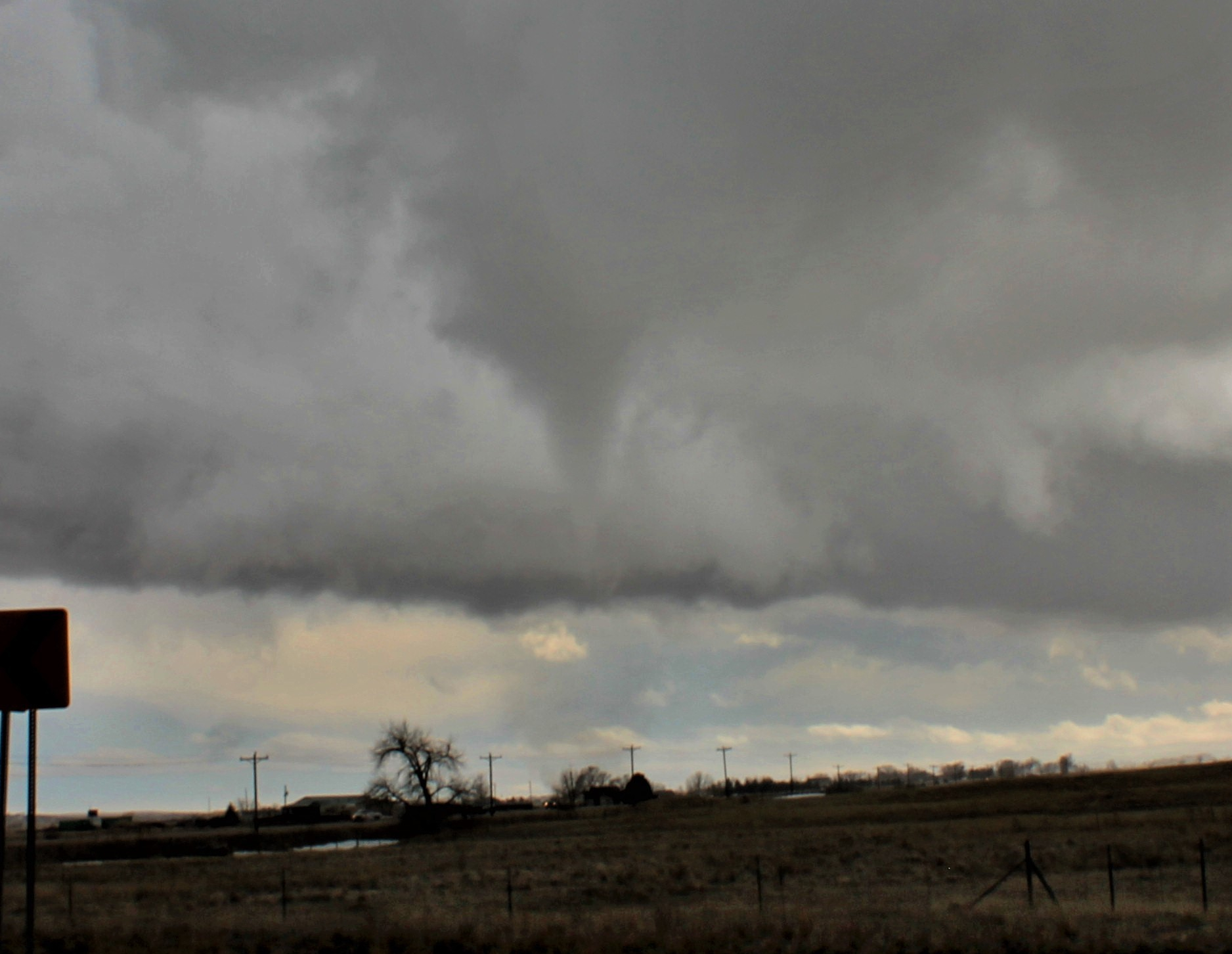
تكوّن الأعاصير القمعية يحدث في فالكون، كولورادو. لاحظ دوامة الغبار الخافتة أسفل سحابة القمع.

مخطط يوضح الأنظمة الجوية المساهمة في منطقة Tornado Alley في الولايات المتحدة، وهي منطقة غير محددة بشكل واضح معرضة للأعاصير القمعية.

## الشواهق المائية

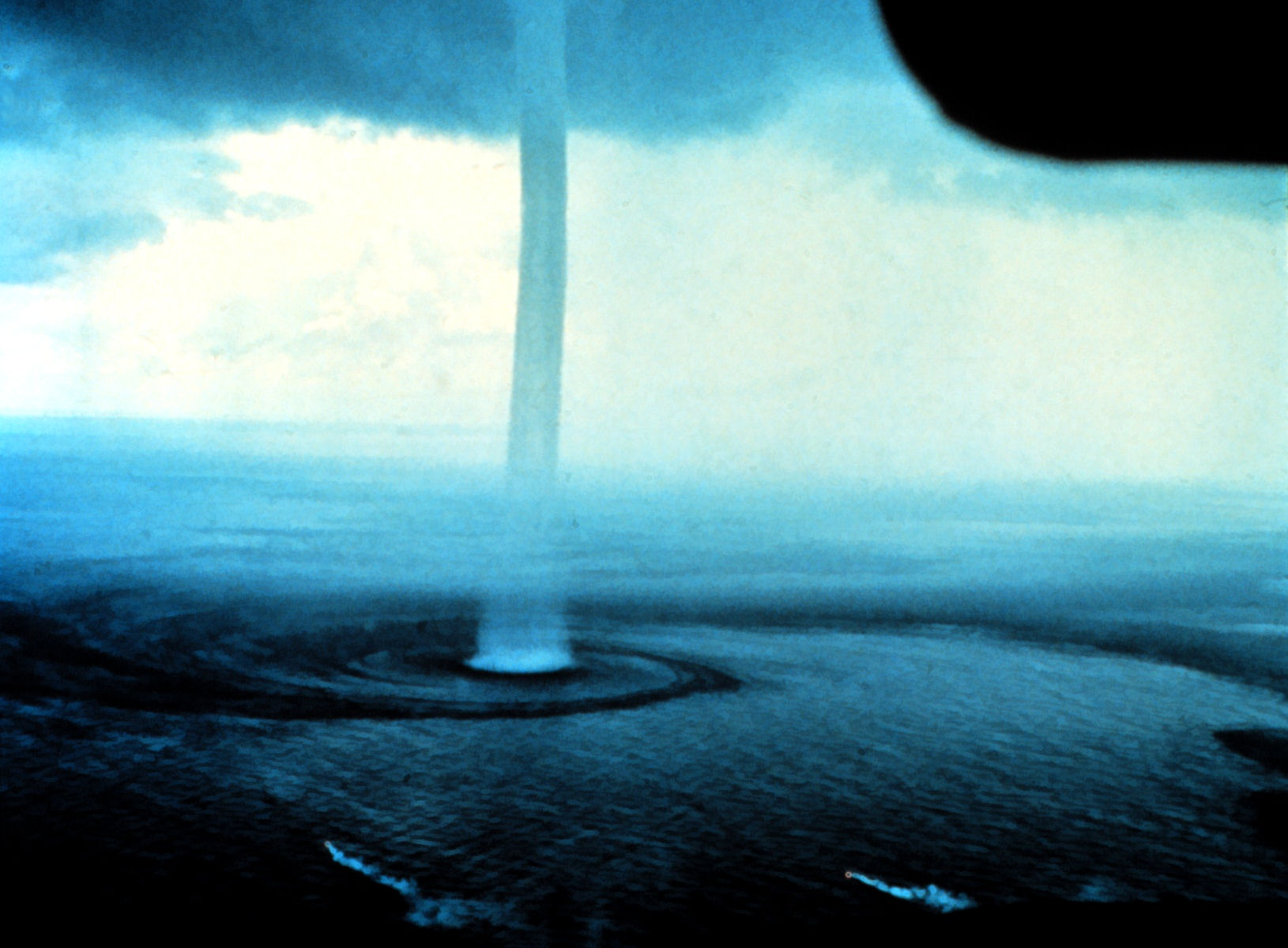
شاهقة مائية بالقرب من ولاية فلوريدا في أمريكا, وفي اسفل الصورة توجد قُنبُلتان دُخانِيَتان لاظهار الاتجاه والسرعة التقديرية للريح.

## المصطلحات ذات الصلة
المكافئ المضاد للإعصار، عملية تشكل مرتفع جوي، هو تكون الإعصار المضاد أو العكسي (إعصار عكسي). والعكس من تكون الإعصار هو تحلل الإعصار.

## أنظر أيضاً
- طاقة الإعصار المتراكمة